# Макраме
Макраме́ (фр. macramé, от араб. مقرمة‎ «тесьма, бахрома, кружево» или с тур. — «шарф или салфетка с бахромой») — техника узелкового плетения. Разновидность прикладного искусства.

## Материалы
Материалы для плетения могут быть самыми разными: пеньковая или льняная верёвки, бумажная бечёвка, кордовая или шёлковая леска, льняные, хлопчатобумажные, шёлковые или синтетические нити, плоская тесьма, сизаль. Главное — правильно подобрать узлы.

## Требования к материалу для плетения макраме
Материал для плетения макраме должен быть прочным, в меру скрученным и податливым. Для получения чёткого рельефного узора материал для плетения макраме туго скручивают.
Нити во время плетения макраме можно удлинять. Ведь не всегда можно отрезать необходимую длину нити. Можно поступить и по другому. Нужно поменять местами длинную и короткую нити. Но лучше всего прикреплять один конец нити к другому с помощью узлов. При этом лишние концы нити можно легко срезать. Очень просто соединять капроновые нити, так как они плавятся.

## Приспособления
- Струбцины небольших размеров, для крепления к столу.
- Поролоновая подушка или кусок пенопласта (для плетения изделий неправильной формы), прикрепляемые к столу или спинке стула.
- Металлические кольца для изготовления кашпо и абажуров.